# Yellowjackets (televisieserie)
Yellowjackets is een Amerikaanse psychologische horrorreeks uit 2021 bedacht door Ashley Lyle en Bart Nickerson over een groep tieners die anderhalf jaar lang moeten overleven in de Canadese wildernis na een vliegtuigcrash en de gevolgen van die periode op hun leven 25 jaar later. De titel is de naam van de voetbalploeg waar de meisjes bij speelden.
In mei 2018 kocht het Amerikaanse kabeltelevisienetwerk Showtime Networks de rechten op de serie. In november 2019 werd de pilotaflevering opgenomen in Los Angeles. Een jaar later bestelde Showtime de hele reeks die van mei tot oktober 2021 werd opgenomen in Brits-Columbia. Op 10 november 2021 werd een première gehouden en vier dagen later ging de reeks van start op Showtime. In december werd een tweede seizoen besteld en een jaar later een derde.
Yellowjackets werd erg goed ontvangen met een score van acht op tien bij IMDb, 100% bij Rotten Tomatoes en 78% bij Metacritic.

## Rolverdeling

### 1996
- Sophie Nélisse als Shauna Shipman
- Samantha Hanratty als Misty Quigley
- Sophie Thatcher als Natalie Scatorccio
- Jasmin Savoy Brown als Taissa Turner
- Ella Purnell als Jackie Taylor, de aanvoerder van de ploeg
- Courtney Eaton als Lottie Matthews
- Liv Hewson als Vanessa (Van) Palmer, de doelvrouw
- Jane Widdop als Laura Lee, de religieuze speelster
- Keeya King als Akilah
- Alexa Barajas als Mari
- Pearl Amanda Dickson als Allie Stevens, die haar been brak en daardoor niet mee kon
- Steven Krueger als Ben Scott, de assistent-trainer en enige volwassene in de groep
- Jack DePew als Jeff Sadecki, Jackie's vriendje
- Carlos Sanz als Bill Martinez, de trainer
- Kevin Alves als Travis Martinez, de trainer's oudste zoon
- Luciano Leroux als Javi Martinez, de trainer's jongste zoon
- Jeff Holman als Randy Walsh
- Charlie Wright als Kevyn Tan, een vriend van Natalie
- Jenna Burgess als Melissa
- Nuha Jes Izman als Chrystal, Misty's vriendin

### 2021
- Melanie Lynskey als Shauna Sadecki (geboortenaam: Shipman)
- Christina Ricci als Misty Quigley
- Juliette Lewis als Natalie Scatorccio
- Tawny Cypress als Taissa Turner
- Simone Kessell als Lottie Matthews
- Lauren Ambrose als Vanessa Palmer
- Warren Kole als Jeff Sadecki, Shauna's man
- Rekha Sharma als Jessica Roberts, de zogenaamde journaliste
- Sarah Desjardins als Callie Sadecki, Shauna en Jeff's dochter
- Rukiya Bernard als Simone, Taissa's vrouw
- Aiden Stoxx als Sammy Abara-Turner, Taissa's zoon
- Alex Wyndham als Kevyn Tan, politieagent en Natalies minnaar
- Peter Gadiot als Adam Martin, Shauna's minnaar
- Tonya Cornelisse als Allie Stevens
- Nicole Maines als Lisa

## Afleveringen

### Seizoen 1
1. Pilot
2. F Sharp
3. The Dollhouse
4. Bear Down
5. Blood Hive
6. Saints
7. No Compass
8. Fight of the Bumblebee
9. Doomcoming
10. Sic Transit Gloria Mundi

### Seizoen 2
1. Friends, Romans, Countrymen
2. Edible Complex
3. Digestif
4. Old Wounds
5. Two Truths and a Lie
6. Qui
7. Burial
8. It Chooses
9. Storytelling